# Fontenilles
 Fontenilles  es una población y comuna francesa, en la región de Mediodía-Pirineos, departamento de Alto Garona, en el distrito de Muret y cantón de Saint-Lys.

## Demografía
| 426 | 528 | 1215 | 1791 | 2262 | 2920 |
| Para los censos de 1962 a 1999 la población legal corresponde a la población sin duplicidades (Fuente: INSEE [Consultar]) |     |      |      |      |      |